# Domoni (Anjouan)
Pour les articles homonymes, voir Domoni.

Domoni est à l'est d'Anjouan.

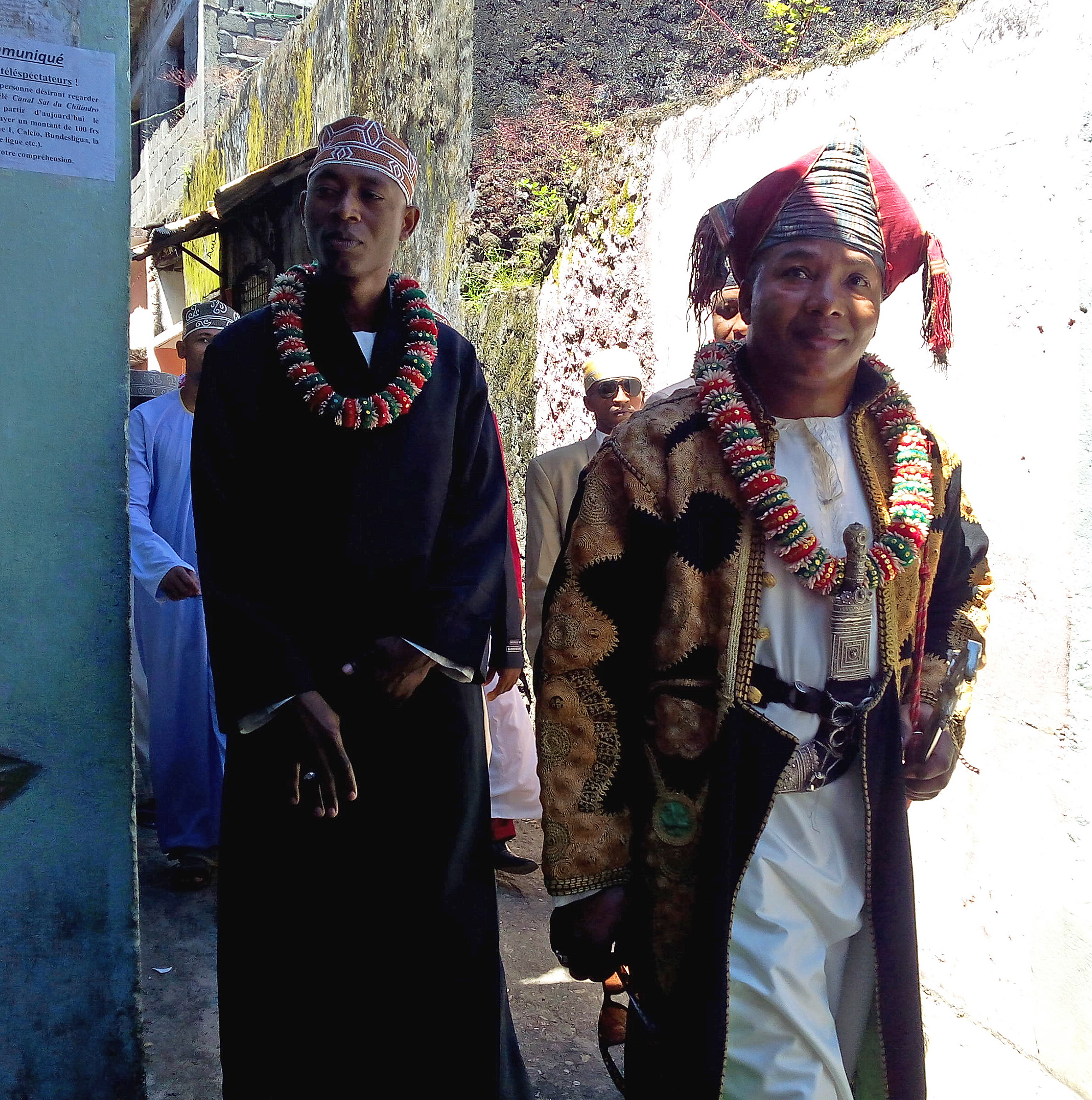
Tenues de mariage dans la médina de Domoni

Domoni (à l'intérieur en comorien) est une ville de l'île d'Anjouan, aux Comores. Située sur la côte orientale de l'île, sa population est estimée en 2012 à 17 665 habitants.

## Histoire
Domoni fut dès le XVe siècle un important centre d'échanges avec l'Afrique et l'Orient, et plus tard un mouillage des navires à voile européens allant aux Indes et des boutres de l'océan Indien.
Longtemps rivale de Mutsamudu, Domoni, siège d'un des plus puissants sultanats d'Anjouan fut longtemps le centre politique de l’île, voire de l’archipel. En 1792, la capitale est transférée à Mutsamudu, de l’autre côté de l’île. Elle était une des rares villes de l'île dotée de remparts pour se protéger des attaques des pirates malgaches (leurs vestiges sont toujours visibles), elle était aussi une ville portuaire,
Elle abrite une importante communauté dite chirazienne, descendant de l'aristocratie sunnite persane ayant fui Chiraz entre le XIVe et le XVIIIe siècle.
La vieille ville est divisée en trois quartiers historiques : « Maweni », « Momoni » et « Haryamouji ». Ce dernier est une médina, où on pénètre dans un labyrinthe de ruelles et venelles parfois couvertes. Les maisons y communiquent souvent par les terrasses qui se touchent ou sont reliées par des passerelles.
Domoni abrite une mosquée, la mosquée de Chiraz (Mkiri wa Chiraz), construite entre le XIVe et le XVIe siècle, qui a la particularité de posséder deux mihrabs, sur le plan des mosquées iraniennes. Sa mosquée du Vendredi a un minaret de 38,5 m de hauteur, le second minaret le plus élevé a une hauteur de 25 m.
Le premier cœlacanthe pêché aux Comores l'a été à proximité[réf. souhaitée].

## Économie
Aujourd'hui, la principale activité maritime est réalisée par les pêcheurs traditionnels et les barques à moteur appelées kwassa kwassa effectuant des trajets inter-îles. L'autre principale ressource est la production d'ylang ylang (l'Union des Comores en étant le premier producteur mondial), du clou de girofle et de la vanille en petite quantité.

## Climat
Domoni possède un climat de savane avec hiver sec (Aw) selon la classification de Köppen-Geiger. Les précipitations à Domoni sont beaucoup plus importantes en été qu'elles ne le sont en hiver. Sur l'année, la température moyenne à Domoni est de 26.9 °C et les précipitations sont en moyenne de 1098.8 mm. Des précipitations moyennes de 12.8 mm font du mois de juillet le mois le plus sec. En janvier, les précipitations sont les plus importantes de l'année avec une moyenne de 227 mm.
- Le mois d'avril est le plus chaud de l'année, avec une température moyenne est de 28.1 °C. Août est le mois le plus froid de l'année avec une température moyenne est de 24.9 °C.
- Le record de chaleur est de 39 °C, enregistré le jeudi 27 octobre 2011, et le record de froid est de 6 °C, enregistré le mardi 28 juin 1977.
- Les précipitations varient de 214.2 mm entre le mois le plus sec et le mois le plus humide.
- L'amplitude des températures tout au long de l'année est de 3,2 °C.

Les meilleurs mois pour visiter Domoni sont Avril, Mai, Juin, Juillet, Août, Septembre, Octobre et Novembre.

## Enseignement
La ville compte une école primaire publique, un collège et un lycée. Les élèves de la région effectuent leurs scolarités dans la commune. Des écoles privées existent aussi dans la ville.

## Politique et administration
Domoni abrite la préfecture de la région qui compte 4 communes voisines : N'Gandzalé, Bambao-Mtsanga, Jimilimé, Koni.
L'hôtel de ville abrite également la préfecture.
La ville fait partie de l'association internationale des maires francophones.

## Monuments historiques

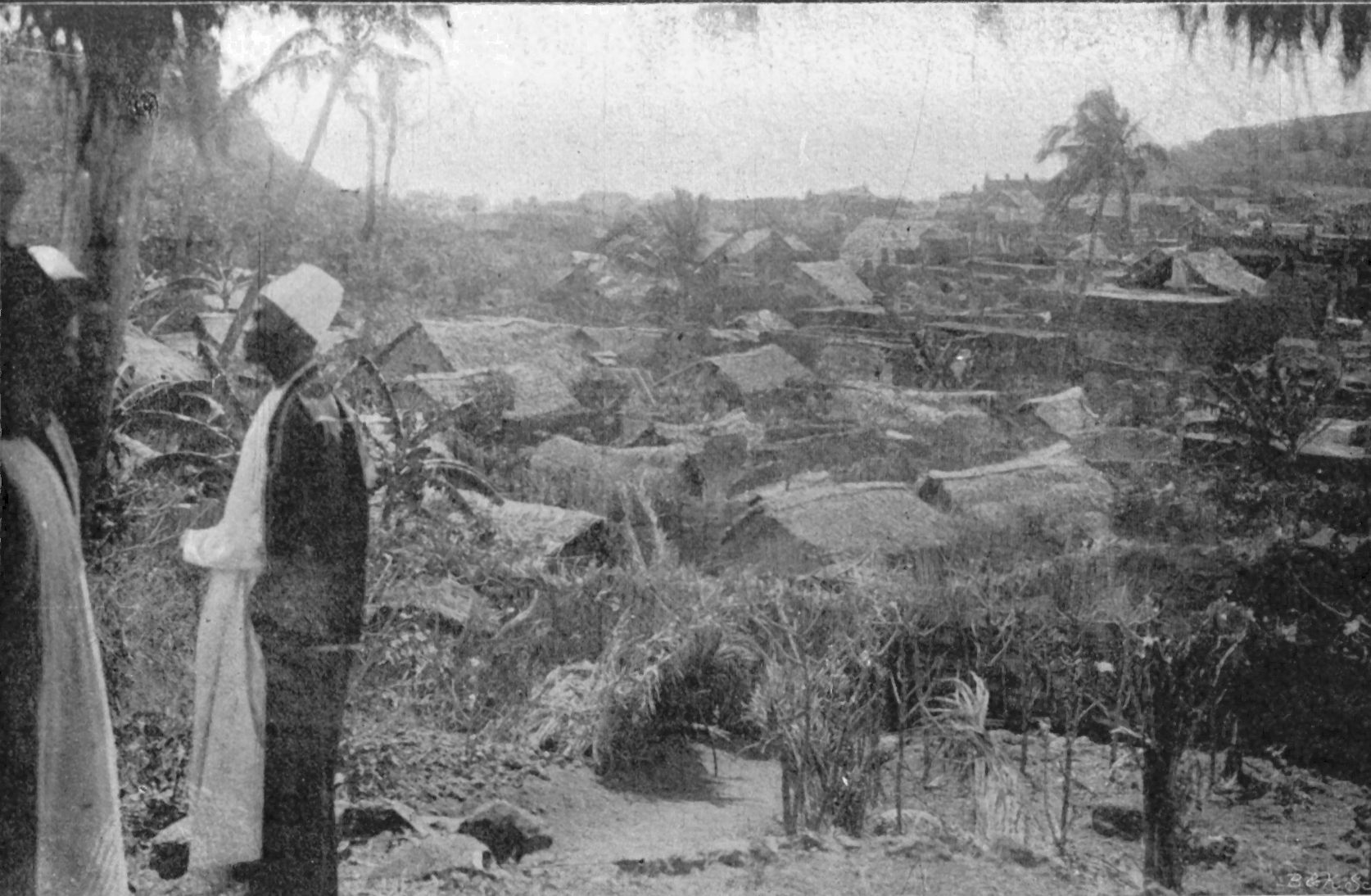
Domoni 1900.

- Le mausolée d'Ahmed Abdallah Abderemane
- Les remparts de la ville
- Les palais royaux du XIIIe siècle (Darini-mwa-dari, U'jumbé, Singani, Toyifa)
- La mosquée de Chiraz
- Les tombeaux chiraziens

## Personnalités liées à la commune
- Ahmed Abdallah Abderemane, père de l'indépendance des Comores (1975) et premier Président des Comores (1975-1989, État comorien, puis République fédérale islamique des Comores).
- Saïd Mohamed Djohar, président des Comores (1990-1995), y a enseigné et s'y est marié.
- Tadjiddine Ben Said Massonde, politicien, ancien Premier ministre et ancien Président des Comores.
- Affane Mohamed, ancien ministre, ancien gouverneur, codécouvreur du cœlacanthe.
- Inzouddine Ben Saïd Massonde, ancien juge à la Cour suprême.
- Abdallah Ahmed Sourette, premier Président de la Cour constitutionnelle de l'Union des Comores.
- Said El Had Mohamed, ancien ministre des Transports, du Tourisme et de l'Environnement des Comores (RFIC); ex-directeur de l'E.D.C Anjouan (société d'électricité des Comores) en 1995.
- Ahmed Oussein, pêcheur qui a capturé le premier cœlacanthe dans le monde.

- Mohamed Chaher Ben Saïd Massonde, ministre de la Production agricole, de l'Industrie et de la Pêche puis ministre de l'Éducation nationale, de la Culture, de la Jeunesse et des Sports (entre 1982 & 1985). Secrétaire général au département des Affaires étrangères et à la Coopération (1985-1990).